# Resurrection of Eve
Resurrection of Eve è un film pornografico statunitense del 1973 con protagonista Marilyn Chambers, diretto da Jon Fontana ed Artie Mitchell, e prodotto dai Mitchell Brothers.
Il film venne scritto e diretto da Jon Fontana e Artie Mitchell. Sebbene riscosse molto meno successo rispetto al più noto Dietro la porta verde, la pellicola viene considerata parte integrante della cosiddetta Golden Age of Porn ("L'età d'oro del porno") del cinema statunitense. Come in Dietro la porta verde, il film contiene scene di sesso esplicito interrazziale, inclusa una nuova scena tra la Chambers e Johnnie Keyes, suo partner in Dietro la porta verde; ma oltrepassa anche nuovi limiti presentando una scena di fellatio omosessuale in una produzione destinata ad un pubblico eterosessuale.

## Trama
Eve, vittima di abusi sessuali quando era bambina, ed il suo amante Frank, un disc jockey, vivono a San Francisco. Hanno una relazione burrascosa a causa del temperamento eccessivamente geloso di Frank. L'uomo è irritato dal fatto che Eve sia andata ad assistere ad un incontro di boxe del pugile afroamericano Johnnie Keyes. Eve cerca di consolare Frank con del sesso, ma i due litigano ancora. Eve lascia la casa, sale in auto, ed ha un terribile incidente. Si risveglia in ospedale ricoperta di bende. Quando il bendaggio viene rimosso, sorprendentemente la ragazza appare ancora più bella. Questa è la sua prima "resurrezione".
Dopo essere tornata a casa, Eve accetta con riluttanza l'invito di Frank a partecipare insieme a una festa di scambisti. Durante l'orgia seguente, Frank copula appassionatamente con un'amica della moglie, ma Eve resta inorridita dal suo edonismo e i due finiscono per litigare nuovamente. Frank la rimprovera di essere troppo inibita sessualmente e di volerlo far sentire in colpa. Eve accetta le critiche, e decide di tentare ancora di partecipare a questi scambi di coppia per farsi perdonare da lui.
Dopo la frequentazione di un altro paio di orge, tra i due ha luogo un'inversione dei ruoli. Eve diventa un'entusiasta scambista, mentre la gelosia di Frank esplode violenta quando durante una festa a tema anni cinquanta, scopre la moglie che pratica una fellatio ad un afroamericano. Frank perde completamente il controllo di Eve. Nel corso di un'orgia nella quale vengono sperimentate tutte le diverse sessualità possibili, Eve copula con un altro afroamericano mentre Frank la osserva impotente. Al termine del coito, Eve informa Frank di avere deciso di lasciarlo. La seconda "resurrezione" di Eve è completa.

## Tematiche
Resurrection of Eve ha una trama molto più articolata e dettagliata rispetto agli altri film pornografici dell'epoca. Il film tocca tematiche quali la sessualità di coppia, il sesso interrazziale, e l'incomunicabilità nei rapporti tra uomo e donna.